# Громовий Леонід Григорович
Леонід Григорович Громовий (3 серпня 1946 — 28 вересня 2018) — український педагог і громадський діяч, організатор і перший директор першої у Донецьку української школи.

## Життєпис
Леонід Громовий народився 3 серпня 1946 року. Батько ветеран Другої світової війни, полковник танкових військ у відставці. Після закінчення середньої школи у 1964 році Леонід поступив на історичний факультет Одеського університету але відрахувався після першого курсу. 1965 року разом з батьками переїхав у Донецьк. З 1965 року проходив службу на Північному флоті ВМФ СРСР. Більшість його товаришів по службі Леоніда Громового була українцями, що сприяло пробудженню його національної свідомості. Після служби працював на залізничному поштампі, був начальником поштового поїзда.
1978 року закінчив заочне відділення філологічного факультету Донецького державного університету. Після чого впродовж двох років викладав на заочному відділенні цього університету. Згодом працював вчителем української мови та літератури шкоди № 1 Донецька та у Донецькому обласному інституті підвищення кваліфікації вчителів.

Виступ Л.Громового на мітингу в Донецьку 1 вересня 1990 року

1988 року починає працювати інспектором Донецького міського відділу народної освіти і за підтримки створюваного Донецького обласного товариства української мови долучається до створення першої у Донецьку української школи. Після великої організаційної та підготовчої роботи правління ДТУМ за участі Леоніда Григоровича 1 вересня 1990 року була відкрита Донецька спеціалізована гуманітарна школа № 65, в якій Леонід Григорович Громовий став першим директором.
Після 10 років перебування на посаді директора Донецької гуманітарної школи № 65 Леонід Громовий був звинувачений відділом народної освіти у перевитраті бюджетних коштів і звільнений з посади. Три роки судових розглядів не дали результату. На знак протесту школу залишила частина викладачів, яка прийшла до школи разом з ним. Леонід Григорович працював вчителем історії у іншій школі Донецька, після чого вийшов на пенсію.
З початком російсько-української війни проживав у Донецьку. Після того як в його будинок потрапив «Град» Леонід Григорович отримав поранення і виїхав з міста. Останні роки прожив під Києвом, важко хворіючи. Помер 28 вересня 2018 року.